# 米兰纪念墓园

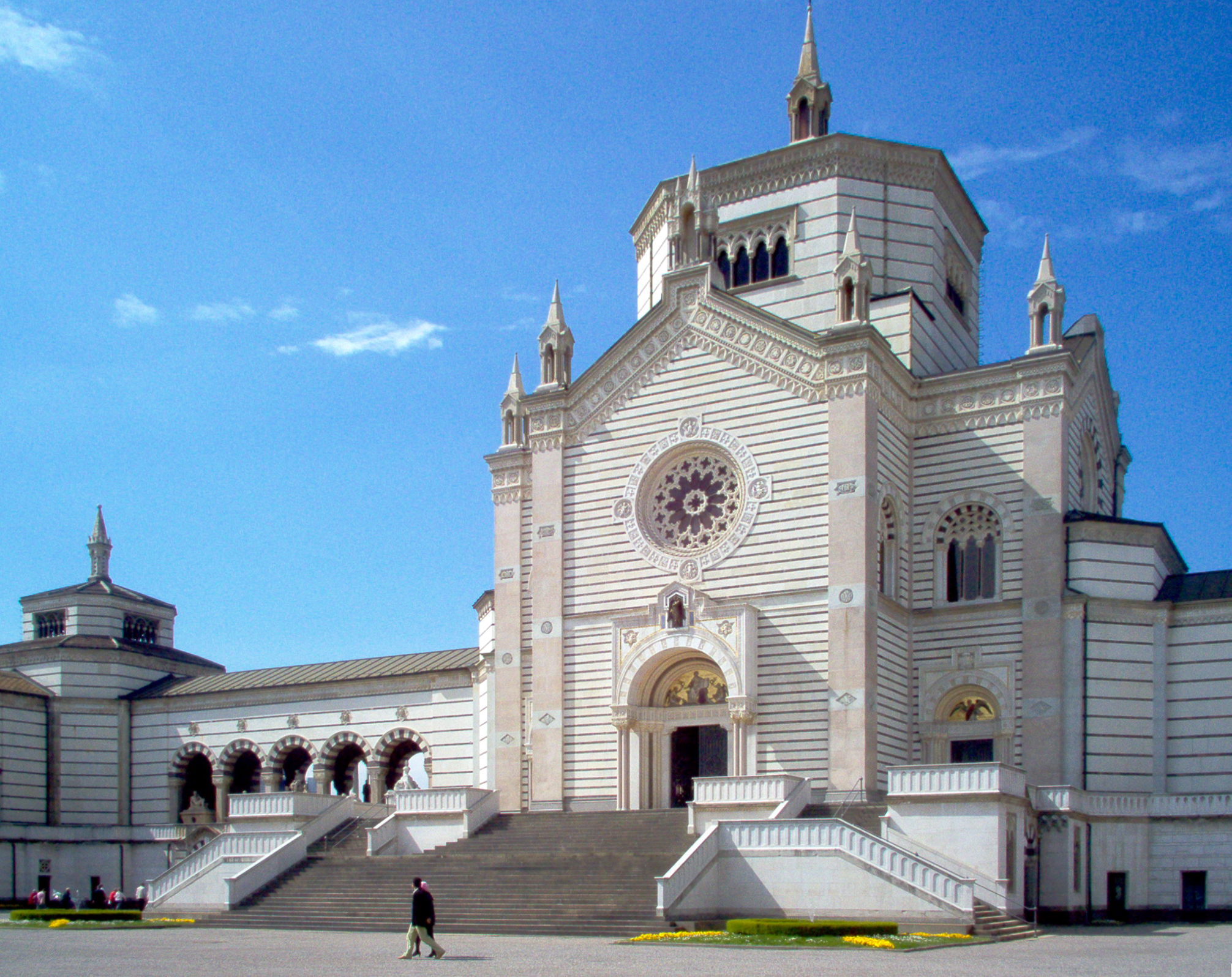
名人堂（Famedio）

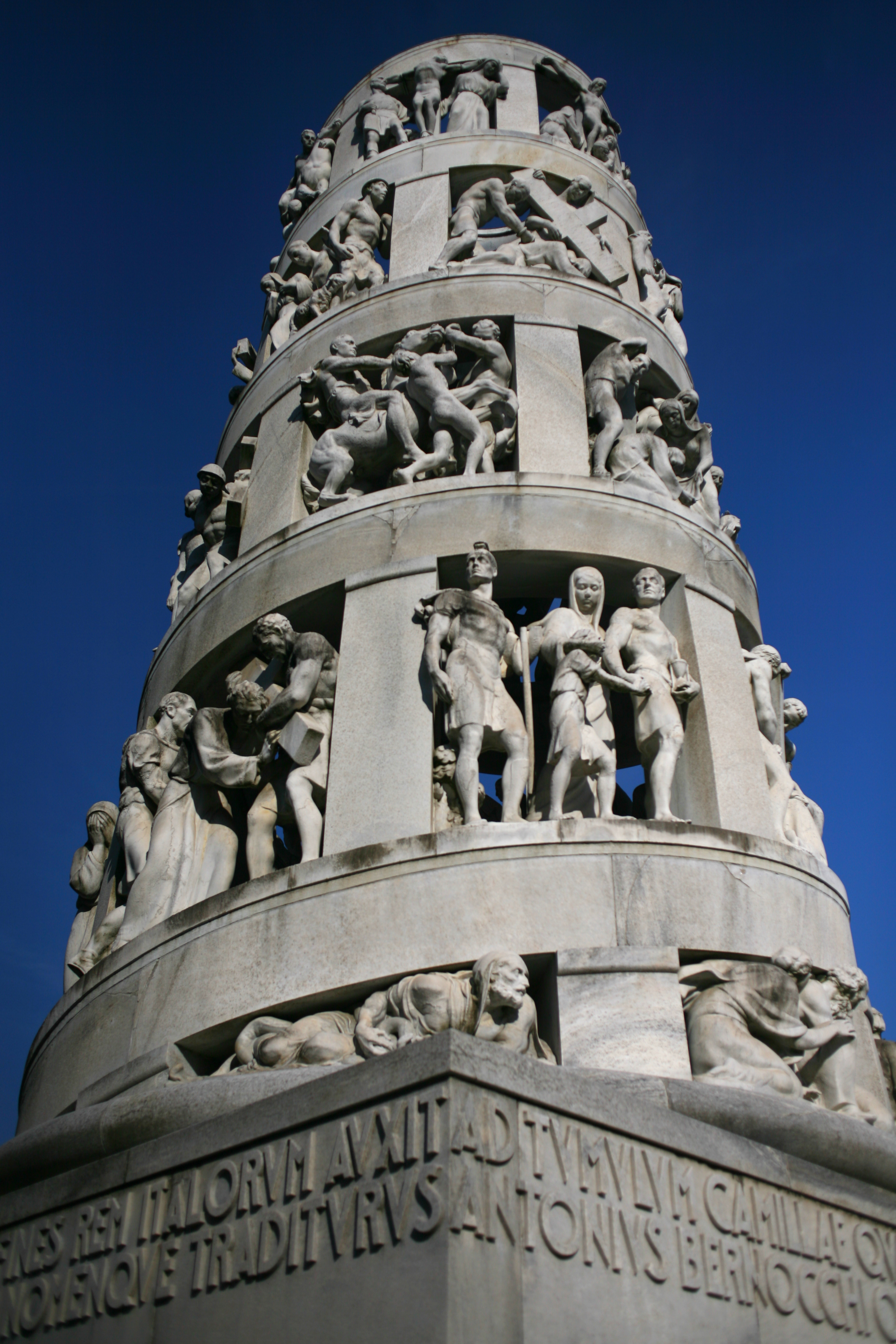
安东尼奥·贝诺基纪念墓地

纪念墓园（Cimitero Monumentale）是意大利米兰最大的两个墓地之一，以富于艺术性的墓葬和纪念碑著称。

## 历史
它由建筑师卡罗·马恰奇尼（1818－1899）设计，当时的计划是将原来分散在城市周围的一些小型墓地归并到一处。
它于1866年正式开放，从那时起就摆满了各种意大利当代和古典雕塑，希腊神庙，精美的方尖碑，和其他原创作品，例如缩小版的图拉真柱。许多墓葬属于著名的实业家家族。
正门是巨大的名人堂（Famedio），为新中世纪风格的大理石建筑，长眠于此的包括米兰乃至意大利的一些名人，包括小说家亚历山达罗·孟佐尼。
此墓园有一个非天主教徒区和犹太教区。
45°29′09″N 9°10′45″E / 45.485831°N 9.179056°E